# كريستال عصفور
كريستال عصفور شركة مصرية وهي أحد أكبر شركات إنتاج الكريستال في العالم. تعد كريستال عصفور حاليا أكبر مصنعي ومصدري الكريستال على مستوى العالم، بطاقة إنتاجية تتجاوز 100 طن يومياَ وتصدر منتجاتها لأكثر من 50 دولة عبر العالم.

## تاريخ الشركة
أسست عائلة عصفور الفلسطينية شركة كريستال عصفور في مدينة شبرا الخيمة عام 1961  على مساحة 2200 متر مربع وبطاقة بشرية لا تتخطى 200 من العمال الذين يستعينون بأدوات بسيطة، أما اليوم فقد توسعت شركة كريستال عصفور لتضم 5 مصانع بمساحة إجمالية تتجاوز 1.2 مليون متر مربع. يعمل بتلك المصانع الخمسة أكثر من 28000 عامل من الرجال والنساء، وما زالت الشركة تحتفظ بمكانتها العالمية حتى اليوم.
مع توسع الشركة في أعمالها ظهرت الحاجة إلى الاستعانة بماكينات وأدوات للتصنيع مصممة بشكل خاص، وبناء على ذلك تبنت الشركة إستراتيجية تكاملية، حيث يتم تصميم وتطوير وتصنيع الماكينات والأدوات اللازمة للإنتاج داخل مصانع كريستال عصفور ولاستخدامها الخاص والمتميز.
في عام 2000 افتتحت كريستال عصفور قسم خاص لقطع الكريستال الخاصة لأغراض الموضة لإنتاج قطع كريستال للاستخدام في صناعة الموضة بكافة قطاعاتها من الأزياء والإكسسوارات والحلي والمجوهرات وقطع الديكور.